# Xerophaeus crusculus
Xerophaeus crusculus är en spindelart som beskrevs av Tucker 1923. Xerophaeus crusculus ingår i släktet Xerophaeus och familjen plattbuksspindlar. Inga underarter finns listade i Catalogue of Life.